# Arabia Saudyjska na Letnich Igrzyskach Olimpijskich 2012
Arabię Saudyjską na Letnich Igrzyskach Olimpijskich 2012 reprezentowało 18 zawodników: 16 mężczyzn i dwie kobiety. Był to dziesiąty start reprezentacji Arabii Saudyjskiej na letnich igrzyskach olimpijskich.

## Zdobyte medale
| Medal | Zawodnik                                                                     | Dyscyplina  | Konkurencja                      | Rezultat | Data       |
| ----- | ---------------------------------------------------------------------------- | ----------- | -------------------------------- | -------- | ---------- |
| Brąz  | Kamal Bahamdan Abdullah bin Mutaib Ramzy Al Duhami Abdullah Waleed Sharbatly | Jeździectwo | skoki przez przeszkody drużynowo | 14 pkt   | 6 sierpnia |

## Skład kadry

### Judo

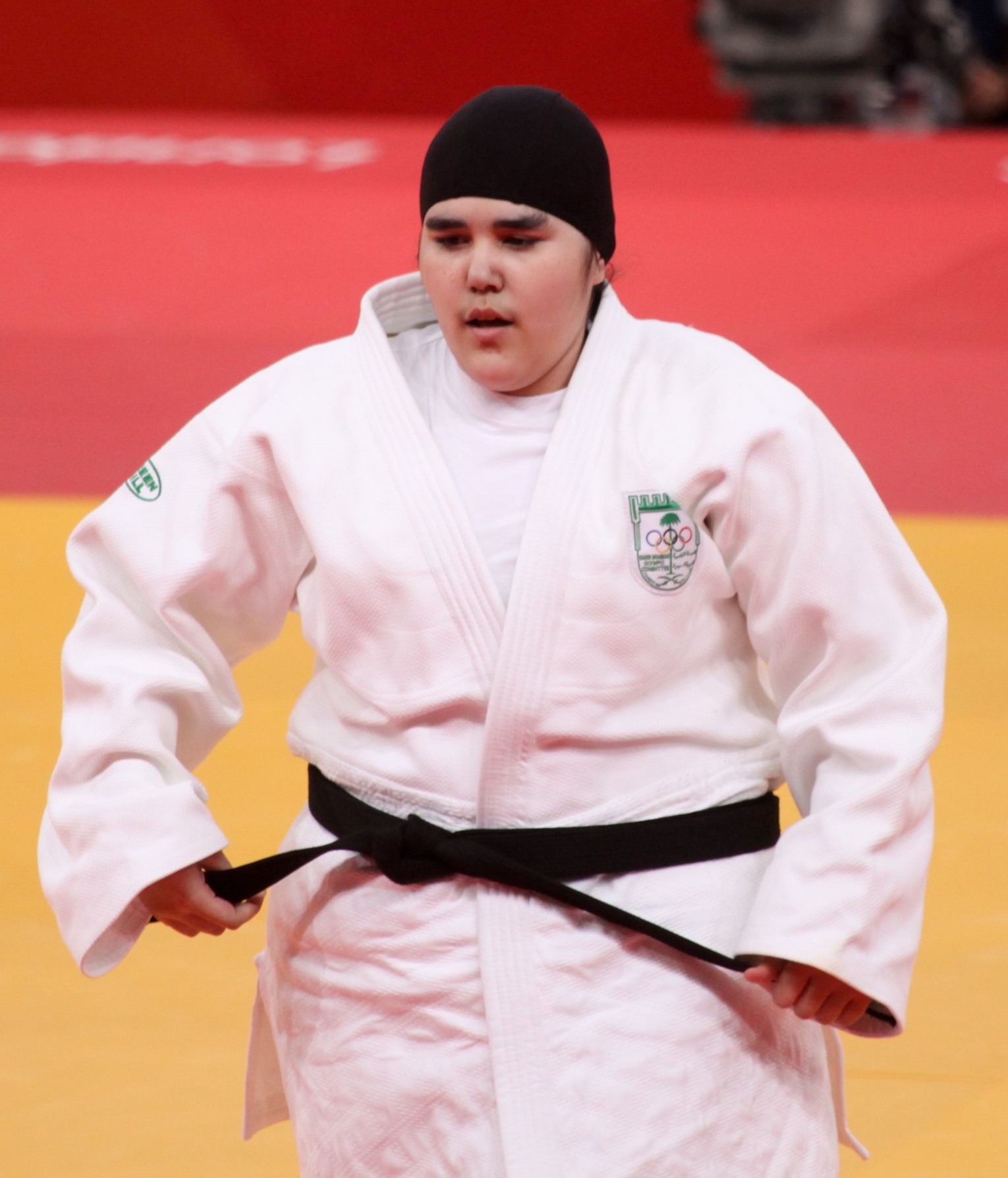
Jedna z dwóch pierwszych kobiet reprezenujących Arabię Saudyjską na igrzyskach olimpijskich – Wojdan Shaherkani

Mężczyźni
| Zawodnik      | Konkurencja | 1/32             | 1/16             | 1/8                 | Ćwierćfinał      | Półfinał         | Repasaż          | Finał/BM         | Finał/BM |
| Zawodnik      | Konkurencja | Przeciwnik Wynik | Przeciwnik Wynik | Przeciwnik Wynik    | Przeciwnik Wynik | Przeciwnik Wynik | Przeciwnik Wynik | Przeciwnik Wynik | Pozycja  |
| ------------- | ----------- | ---------------- | ---------------- | ------------------- | ---------------- | ---------------- | ---------------- | ---------------- | -------- |
| Eisa Majrashi | do 60 kg    | BYE              | Lall W 100 – 000 | Kitadai P 000 – 021 | NQ               | NQ               | NQ               | NQ               | 9.       |

Kobiety
| Zawodniczka       | Konkurencja   | 1/16                | 1/8                 | Ćwierćfinał         | Półfinał            | Repasaż             | Finał/BM            | Finał/BM |
| Zawodniczka       | Konkurencja   | Przeciwniczka Wynik | Przeciwniczka Wynik | Przeciwniczka Wynik | Przeciwniczka Wynik | Przeciwniczka Wynik | Przeciwniczka Wynik | Pozycja  |
| ----------------- | ------------- | ------------------- | ------------------- | ------------------- | ------------------- | ------------------- | ------------------- | -------- |
| Wojdan Shaherkani | powyżej 78 kg | Mojica P 000 – 100  | NQ                  | NQ                  | NQ                  | NQ                  | NQ                  | 17.      |

### Jeździectwo
| Zawodnik                                                                     | Koń                          | Konkurencja         | Kwalifikacje | Kwalifikacje | Kwalifikacje | Kwalifikacje | Kwalifikacje | Kwalifikacje | Kwalifikacje | Kwalifikacje | Kwalifikacje | Finał   | Finał   | Finał   | Finał   | Finał   | Razem | Razem |
| Zawodnik                                                                     | Koń                          | Konkurencja         | Runda 1      | Runda 1      | Runda 2      | Runda 2      | Runda 2      | Runda 3      | Runda 3      | Runda 3      | Poz.         | Runda A | Runda A | Runda B | Runda B | Runda B | Razem | Razem |
| Zawodnik                                                                     | Koń                          | Konkurencja         | Błędy        | Poz.         | Błędy        | Razem        | Poz.         | Błędy        | Razem        | Poz.         | Poz.         | Błędy   | Poz.    | Błędy   | Razem   | Poz.    | Błędy | Poz.  |
| ---------------------------------------------------------------------------- | ---------------------------- | ------------------- | ------------ | ------------ | ------------ | ------------ | ------------ | ------------ | ------------ | ------------ | ------------ | ------- | ------- | ------- | ------- | ------- | ----- | ----- |
| Kamal Bahamdan                                                               | Noblesse Des Tess            | skoki indywidualnie | 1            | 33. Q        | 1            | 2            | 15. Q        | 5            | 7            | 21.          | 10. Q        | 1       | 7. Q    | 1       | 2       | 5.      | 2     | 4.    |
| Abdullah bin Mutaib                                                          | Davos                        | skoki indywidualnie | 0            | 1. Q         | 0            | 0            | 1. Q         | 4            | 4            | 8.           | 4. Q         | 9       | 26.     | NQ      | NQ      | NQ      | 9     | 26.   |
| Ramzy Al Duhami                                                              | Bayard van de Villa Theresia | skoki indywidualnie | 2            | 41. Q        | 0            | 2            | 15. Q        | 4            | 6            | 8.           | 9. Q         | 12      | 29.     | NQ      | NQ      | NQ      | 12    | 29.   |
| Abdullah Waleed Sharbatly                                                    | Sultan                       | skoki indywidualnie | 6            | 58. Q        | 4            | 10           | 51.          | NQ           | NQ           | NQ           | 51.          | NQ      | NQ      | NQ      | NQ      | NQ      | NQ    | NQ    |
| Kamal Bahamdan Abdullah bin Mutaib Ramzy Al Duhami Abdullah Waleed Sharbatly | Patrz wyżej                  | skoki drużynowe     | —            | —            | —            | —            | —            | —            | —            | —            | —            | 1       | 1. Q    | 13      | 14      | 3.      | 14    | brąz  |

### Lekkoatletyka
Mężczyźni
| Zawodnik                   | Konkurencja           | Eliminacje | Eliminacje | Półfinał | Półfinał | Finał    | Finał   |
| Zawodnik                   | Konkurencja           | Wynik      | Miejsce    | Wynik    | Miejsce  | Wynik    | Miejsce |
| -------------------------- | --------------------- | ---------- | ---------- | -------- | -------- | -------- | ------- |
| Youssef Masrahi            | 400 m                 | 45,43      | 13. Q      | 45,91    | 20.      | NQ       | NQ      |
| Abd al-Aziz Ladan Muhammad | 800 m                 | 1:46,09    | 11. Q      | 1:48,98  | 23.      | NQ       | NQ      |
| Mohammed Shaween           | 1500 m                | 3:39,42    | 12. Q      | 3:43,39  | 20.      | NQ       | NQ      |
| Emad Noor                  | 1500 m                | 3:42,95    | 34.        | NQ       | NQ       | NQ       | NQ      |
| Abdullah Al-Joud           | 5000 m                | 14:11,12   | 40.        | —        | —        | NQ       | NQ      |
| Hussain Al-Hamdah          | 5000 m                | 14:00,43   | 39.        | —        | —        | NQ       | NQ      |
| Moukheld Al-Outaibi        | 5000 m                | 13:31,47   | 23.        | —        | —        | NQ       | NQ      |
| Moukheld Al-Outaibi        | 10 000 m              | —          | —          | —        | —        | 28:07,25 | 17.     |
| Ali Ahmed Al-Amri          | 3000 m z przeszkodami | 8:26,22    | 17.        | —        | —        | NQ       | NQ      |

| Zawodnik                  | Konkurencja  | Kwalifikacje | Kwalifikacje | Finał | Finał   |
| Zawodnik                  | Konkurencja  | Wynik        | Miejsce      | Wynik | Miejsce |
| ------------------------- | ------------ | ------------ | ------------ | ----- | ------- |
| Sultan Mubarak Al-Dawoodi | rzut dyskiem | 59,54        | 33.          | NQ    | NQ      |

Kobiety
| Zawodniczka | Konkurencja | Eliminacje | Eliminacje | Półfinał | Półfinał | Finał | Finał   |
| Zawodniczka | Konkurencja | Wynik      | Miejsce    | Wynik    | Miejsce  | Wynik | Miejsce |
| ----------- | ----------- | ---------- | ---------- | -------- | -------- | ----- | ------- |
| Sarah Attar | 800 m       | 2:44,95    | 39.        | NQ       | NQ       | NQ    | NQ      |

### Podnoszenie ciężarów
Mężczyźni
| Zawodnik         | Konkurencja | Rwanie | Rwanie  | Podrzut | Podrzut | Razem  | Pozycja |
| Zawodnik         | Konkurencja | Wynik  | Pozycja | Wynik   | Pozycja | Razem  | Pozycja |
| ---------------- | ----------- | ------ | ------- | ------- | ------- | ------ | ------- |
| Abbas Al-Qaisoum | - 94 kg     | 155 kg | 14.     | 180 kg  | 16.     | 335 kg | 8.      |

### Strzelectwo
Mężczyźni
| Zawodnik        | Konkurencja | Kwalifikacje | Kwalifikacje | Finał | Finał   |
| Zawodnik        | Konkurencja | Wynik        | Pozycja      | Wynik | Pozycja |
| --------------- | ----------- | ------------ | ------------ | ----- | ------- |
| Majed Al-Tamimi | skeet       | 111          | 29.          | NQ    | NQ      |